# Maccabi Tel Aviv
Maccabi Tel-Aviv je najveće športsko društvo u Izraelu. Iz grada je Tel Aviva. Ima brojne športske odjele, za športove poput nogometa, košarke, juda, rukometa, plivanja i dr. 

## Klubovi

### Nogometni klub Maccabi
Macabbi je najtrofejniji nogometni klub u Izraelu i najuspješniji izraelski klub u Aziji. Dva puta je osvojio azijskoj Ligu prvaka. Najveći rival im je Hapoel iz Tel-Aviva te je jedan od najvećih derbija u Izraelu. Pokušali su nekoliko puta kvalificirati se u europsku Ligu prvaka.

### Košarkaški klub Maccabi
Maccabi "Electra" Tel Aviv B.C. je jedan od najuspješnijih košarkaških klubova u Europi. Euroligu su osvajali pet puta, a osam puta su bili finalisti. 

## Vanjske poveznice

### Nogomet
Službene
- (engl.) Maccabi Tel Aviv Službena stranica

Neslužbene
- The 12th Igračka navijačka stranica
- MTA Ultras 96
- Sub 11 Klupska stranica  Arhivirana inačica izvorne stranice od 11. srpnja 2012. (Wayback Machine)

### Košarka
Službene
- (engl.) Maccabi "Elite" Tel Aviv Službena stranica
- (engl.) Maccabi Tel Aviv - euroligaška stranica

Neslužbene
- Tzahevet.co.il  Arhivirana inačica izvorne stranice od 18. svibnja 2007. (Wayback Machine)
- MaccabiFans.co.il  Arhivirana inačica izvorne stranice od 5. lipnja 2007. (Wayback Machine)
- HaMaccabi.com
- Gate 11 - Maccabi Tel Aviv - navijači